# Hypospila similis
Hypospila similis är en fjärilsart som beskrevs av Willie Horace Thomas Tams 1935. Hypospila similis ingår i släktet Hypospila och familjen nattflyn. Inga underarter finns listade i Catalogue of Life.